# Obernkirchener Sandstein
Der Obernkirchener Sandstein ist nach der niedersächsischen Stadt Obernkirchen in Norddeutschland benannt. Der dort am Bückeberg gebrochene Sandstein wird auch Bückebergsandstein und Bremer Stein genannt, weil er häufig in Bremen verbaut oder auf der Weser nach dort verschifft wurde. Er gehört zur Gruppe der Wealdensandsteine, einem Sandsteinvorkommen im Nordwesten Deutschlands, der in der Zeit des Berrias (entsprechend der Fazies auch „Wealden“ oder „Wälderton“ genannt) entstand. In dieser Schichtfolge kommen häufig Fossilien oder Spuren von Fossilien vor, wie die im Jahr 2007 im Obernkirchener Sandsteinbruch gefundenen Spuren von Dinosauriern.

## Geschichte und Kultur

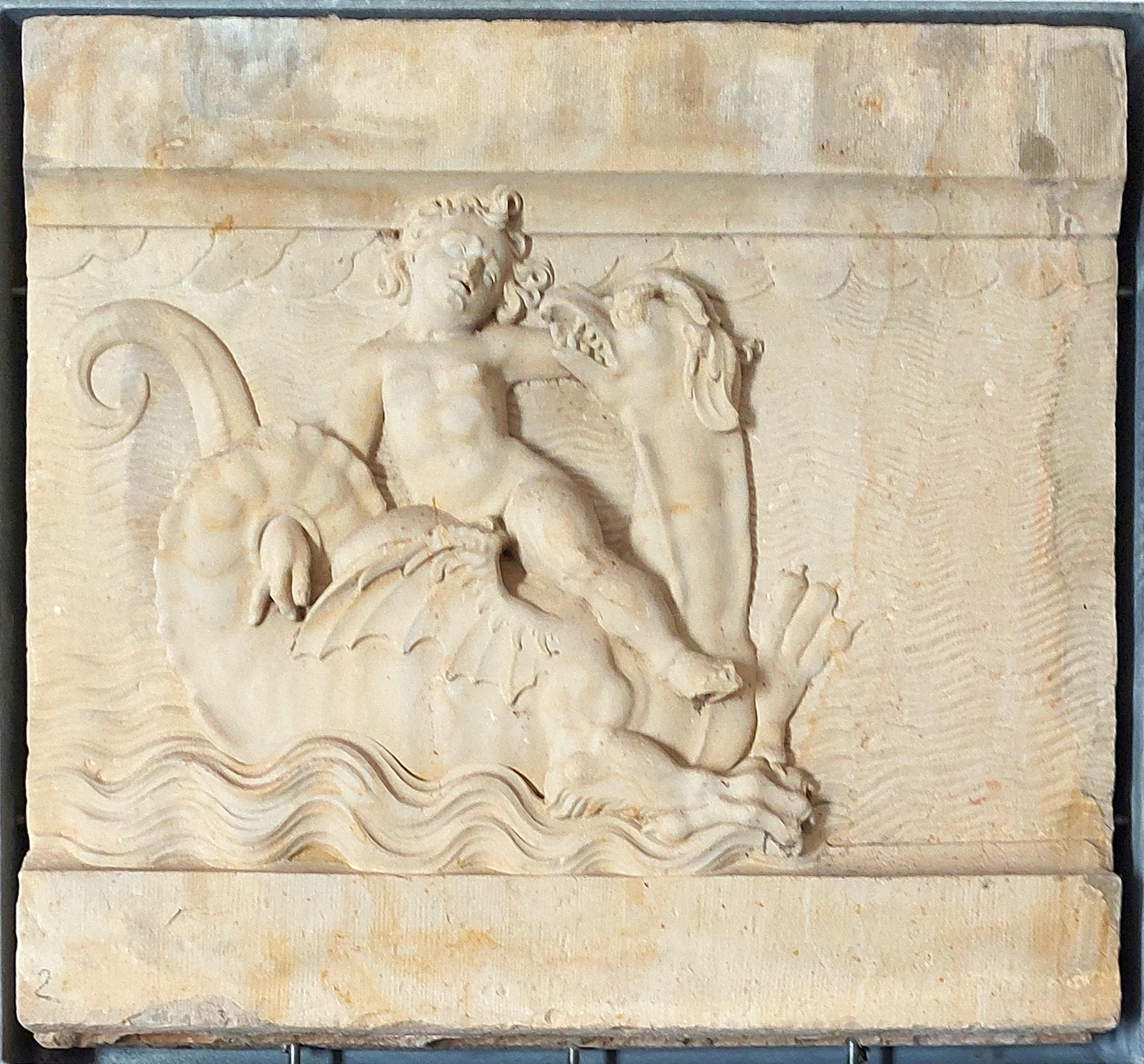
Eine der 8 Brunnentafeln im Schloss Celle (1623–1626)

Seit der Gründung des Klosters und der Errichtung der romanischen Klosterbasilika im Jahr 1167 bestimmen das Brechen und die Bearbeitung des Sandsteins aus den Kammlagen des Bückeberges die Geschichte des Ortes Obernkirchen.
Obernkirchener Sandstein wurde nicht nur als Werkstein an Bauwerken und für Brunneneinfassungen, so z. B. im Bremer Landgebiet, verwendet, sondern findet auch Verwendung als Bildhauerstein. Durch seine hohe Qualität ist dieser Naturstein häufig für Plastiken und moderne Steingestaltungen verwendet worden. Die Beschaffenheit des Steins ist feinkörnig-kompakt, so dass der Stein für feinste Bildhauerarbeiten geeignet ist.
Ein großer Teil der bei Obernkirchen gebrochenen Steine wurde auf der Weser bis Bremen verschifft und hier umgeschlagen. Daher wurde er auch als sogenannter Bremer Stein auf dem Seewege in andere Länder, bis zu den Niederlanden, Dänemark, Schweden, Norwegen, dem Baltikum, der Schweiz und nach Amerika transportiert. In Bremen selbst nannte man ihn bis ins 19. Jahrhundert Grauwerk.

## Vorkommen und Mineralogie

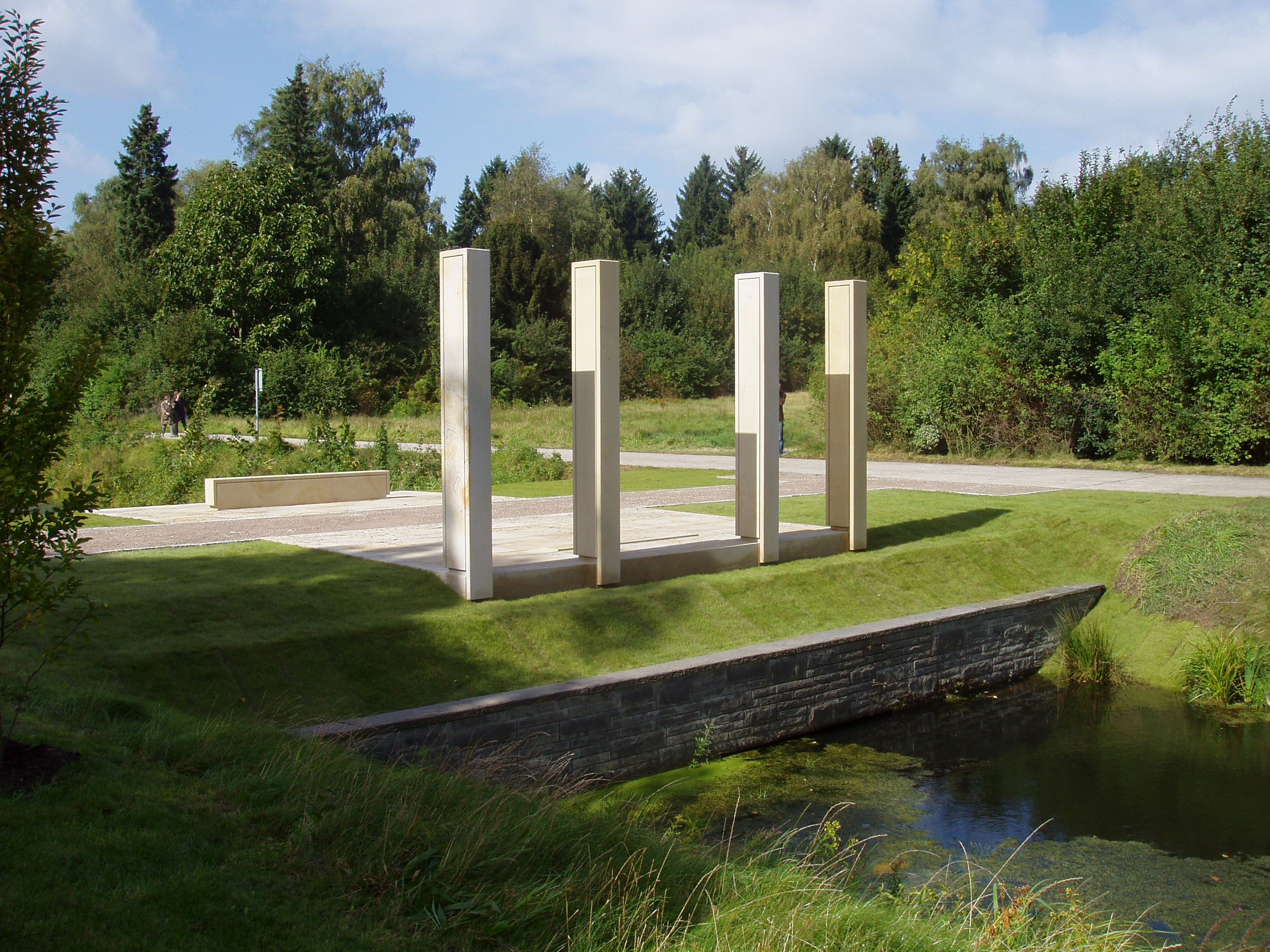
Denkmal für Otto Linne auf dem Friedhof Ohlsdorf aus Obernkirchener Sandstein

Das Vorkommen dieses Sandsteins liegt zwischen Obernkirchen und Stadthagen in den Bückebergen. Es ist ein geschlossenes Vorkommen mit einer Mächtigkeit von 12 bis 15 Metern. Die Bankhöhe beträgt am Harl 16 Meter und verringert sich im Westen auf 2 bis 3 Meter. Die Dickbankigkeit erlaubt die Gewinnung großer Blöcke. Im Norden geht das Vorkommen in den Liekweger Sandstein über.
Der Obernkirchener Sandstein ist ein feinkörniger Quarzsandstein mit kieseligem Bindemittel. Sein Quarzanteil liegt bei 99 Prozent mit Quarz 81 Prozent und Gesteinsbruchstücken mit 17 Prozent. Vereinzelt befinden sich zersetzte serizitische Beimengungen von Muskovit und Schwerminerale mit je 1 Prozent. Die Schwerminerale sind Zirkon, Turmalin, Rutil, Apatit, opake Körner.
Der Stein hat eine gelblich-graue Farbe, zum Teil liegen Texturen vor, die den Stein schlierenartig gestalten. Die Gelbfärbung kommt durch das Mineral Limonit zustande und die Graufärbung durch Kohlebestandteile. Durch die derzeitigen Umweltbedingungen wird Limonit im Stein gelöst und wandert an die Außenflächen der Werksteine, die der Verwitterung ausgesetzt sind und nachdunkeln. Dieser Prozess hat keine Wirkung auf die Festigkeit dieses Sandsteins. Seine Witterungsbeständigkeit und Frostbeständigkeit ist extrem hoch. Dieser Sandstein wird seit etwa 1.000 Jahren abgebaut und noch nach Jahrhunderten konnten nur geringe Verwitterungen an der Stiftskirche in Obernkirchen (1153–1167) beobachtet werden. Ferner eignet sich dieser Naturstein aufgrund seiner Beständigkeit als sog. Wasserbaustein zum Ausbau von Schifffahrtskanälen.

## Steinoberflächen

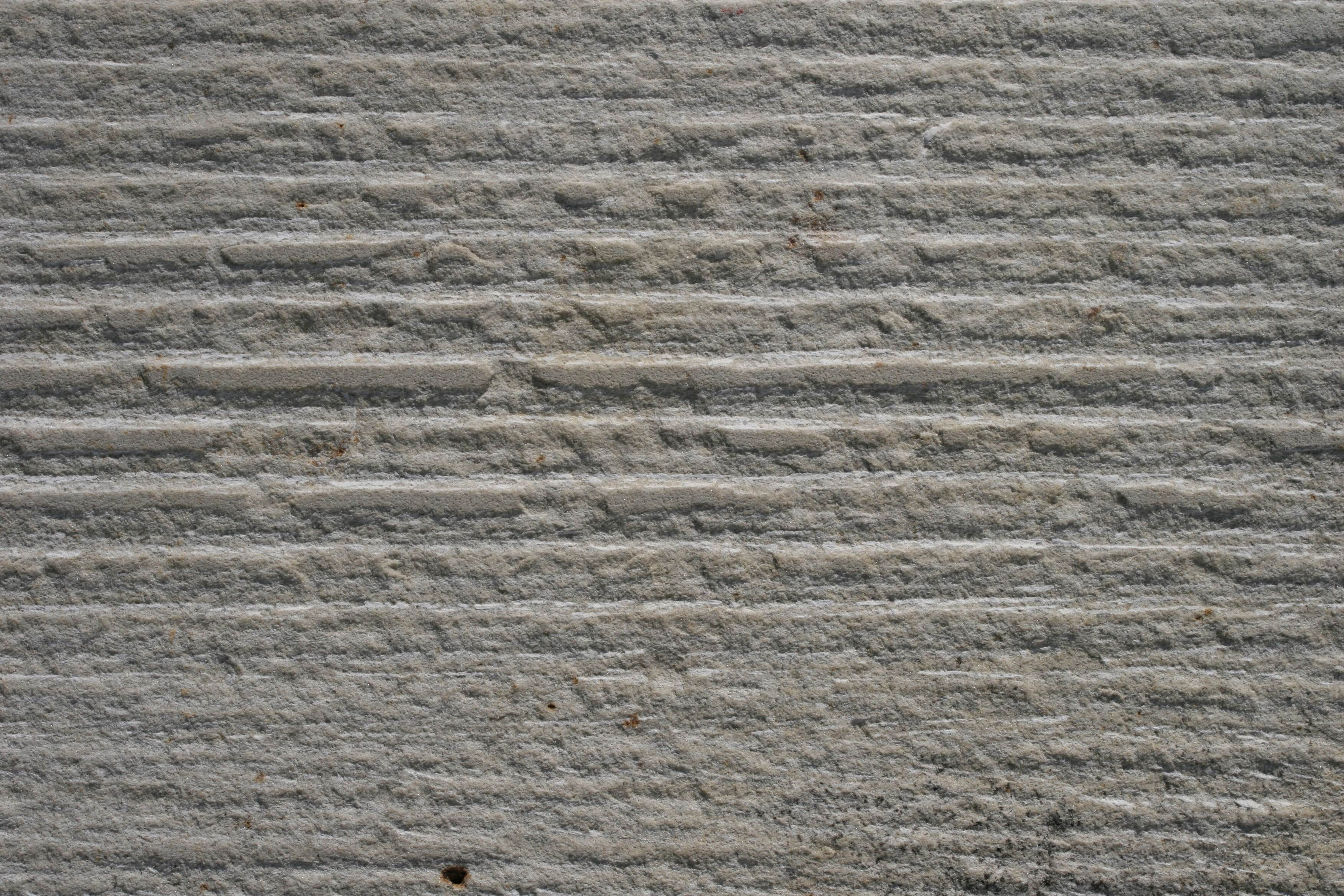
Obernkirchener Sandstein, maschinenscharriert (Muster ca. 25 × 15 cm)
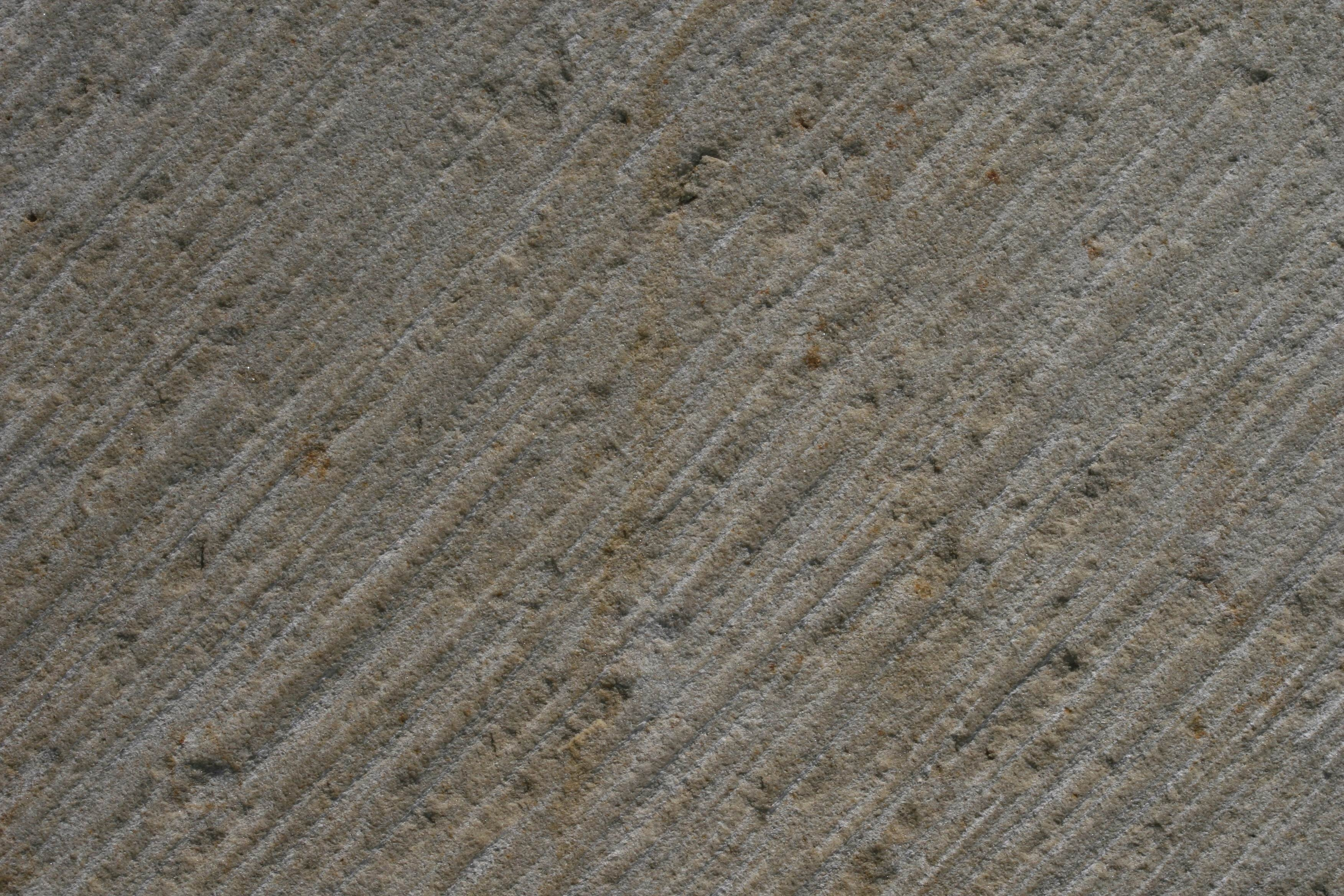
Obernkirchener Sandstein, gebeilt (Muster ca. 25 × 15 cm)
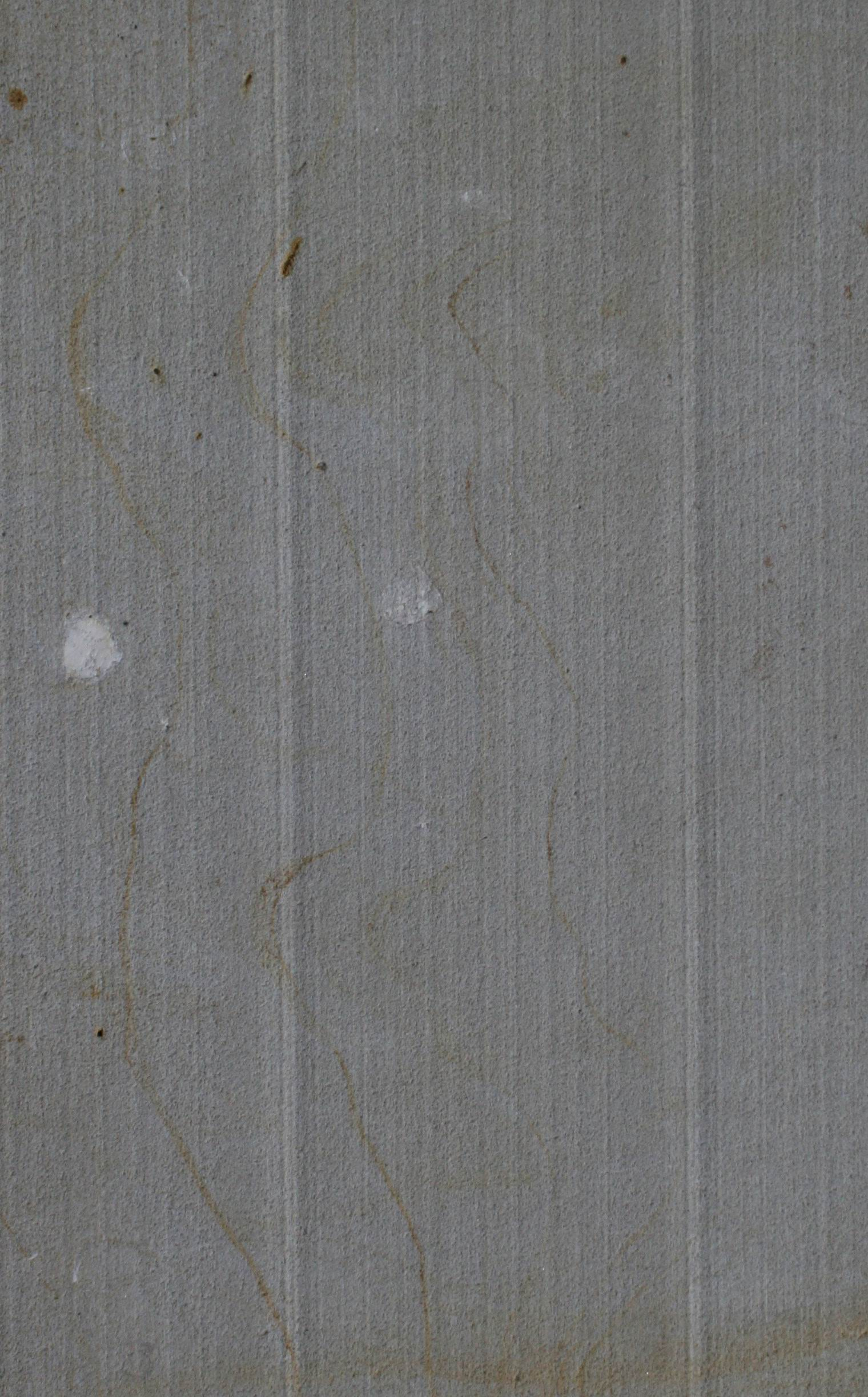
Obernkirchener Sandstein, gefräst (Muster ca. 25 × 15 cm)

## Gebäudeliste

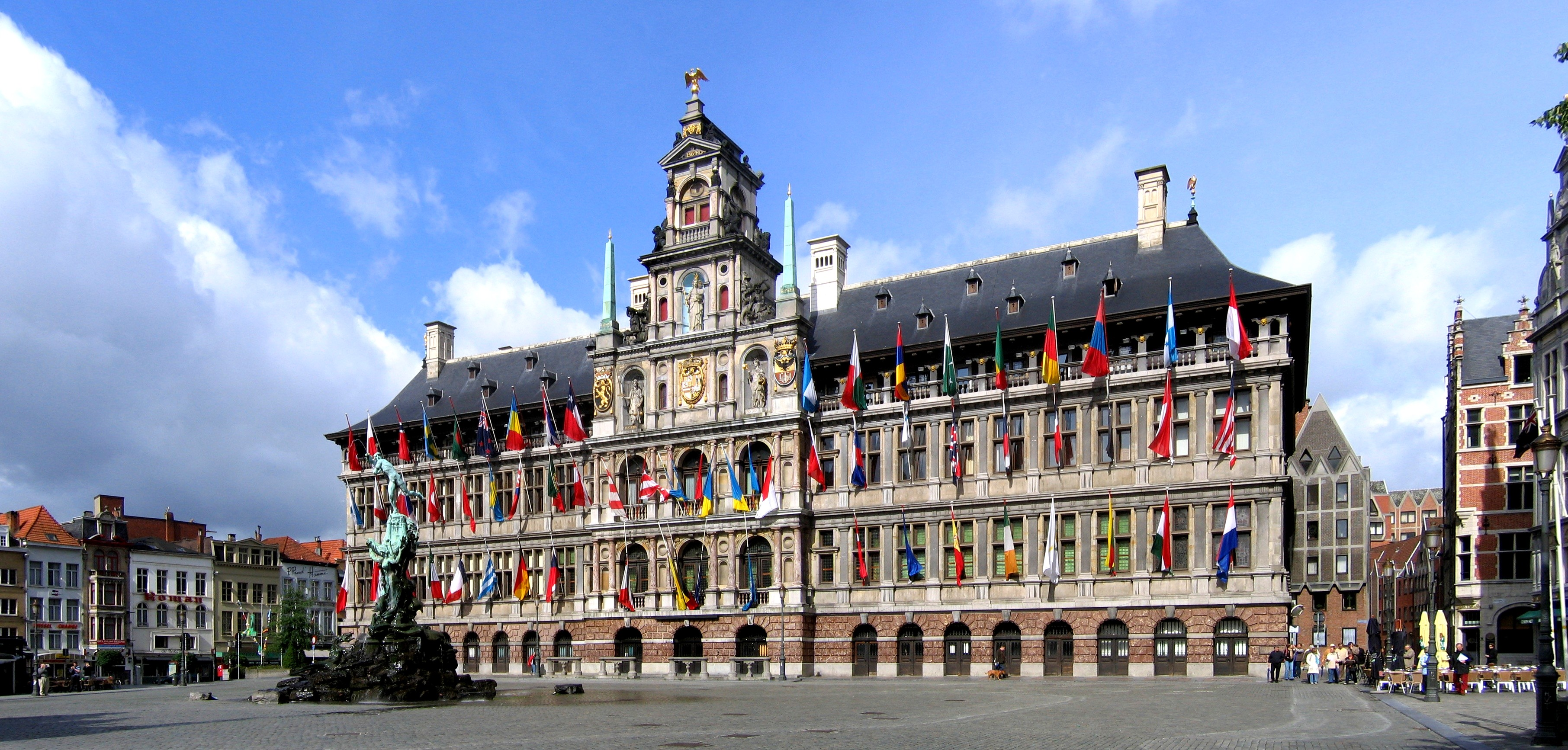
Rathaus Antwerpen

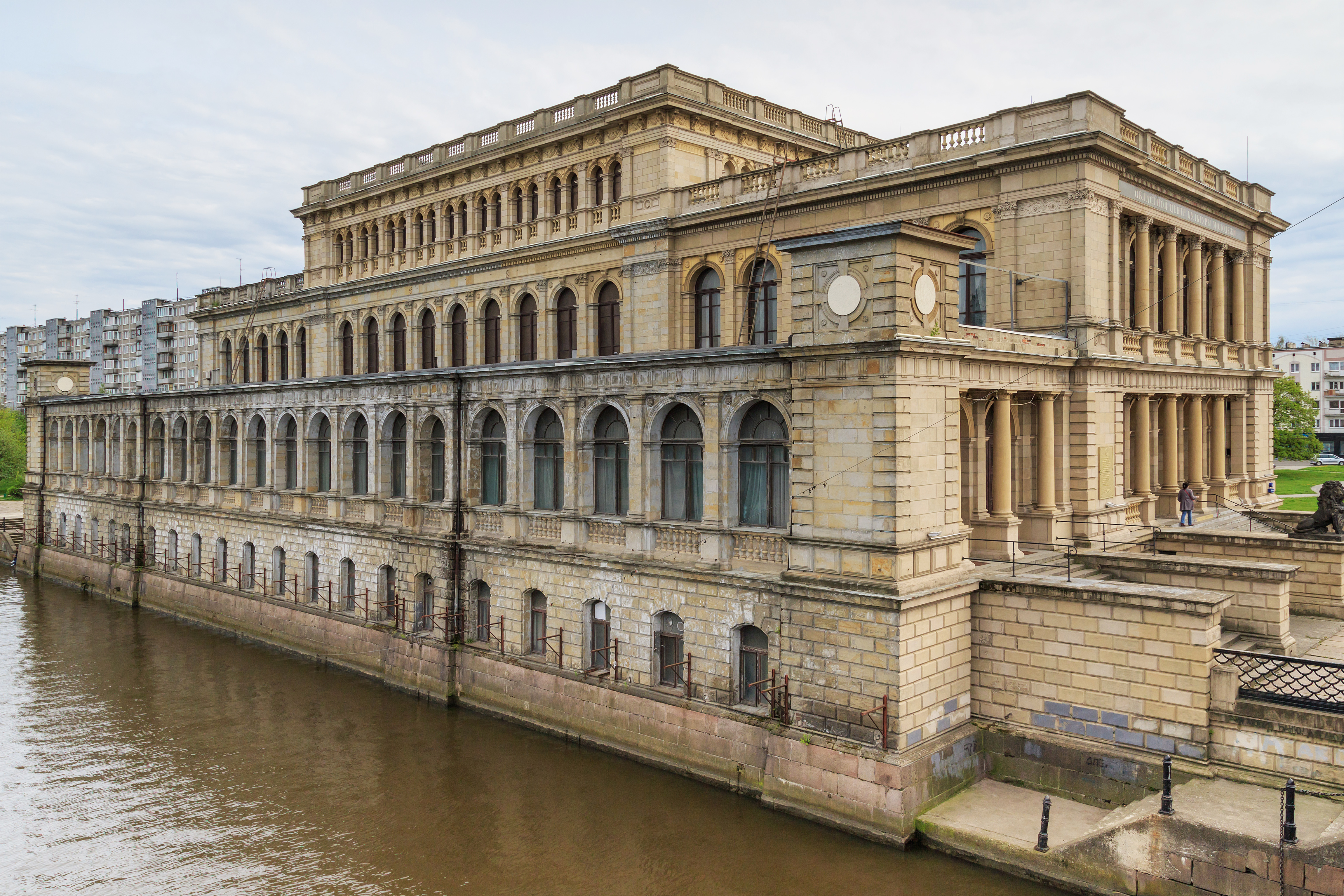
Börse Kaliningrad

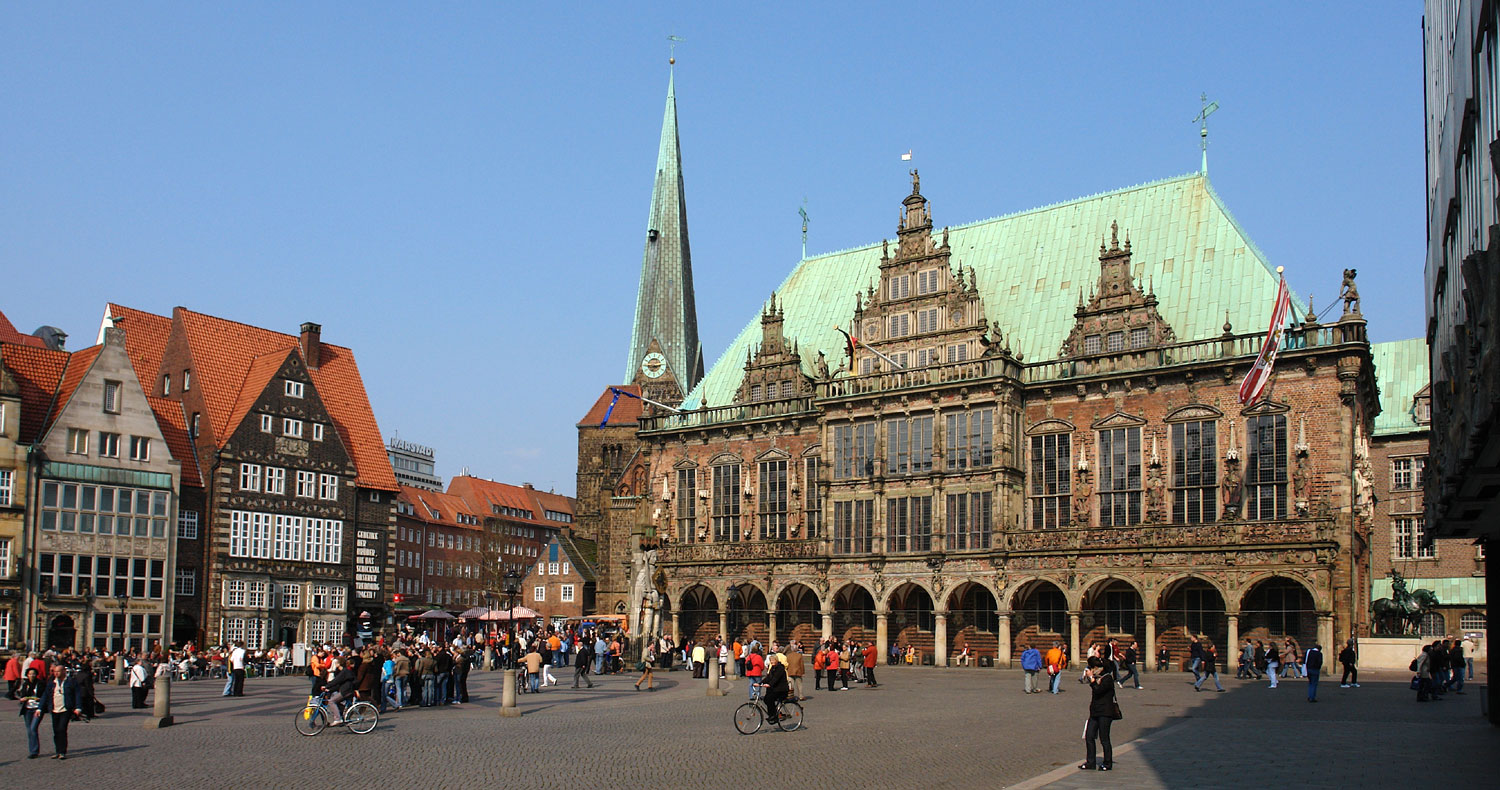
Bremer Rathaus mit Roland

Einige Gebäude, zu deren Bau oder Restaurierung Obernkirchener Sandstein geliefert wurde – geordnet nach Ländern und nach Entfernungen von den Steinbrüchen:
- Stiftskirche Obernkirchen, (gegründet vor 1167)
- Dom zu Minden
- restaurierte Ringmauer am Kaiser-Wilhelm-Denkmal an der Porta Westfalica
- Bremer Rathaus (die heutigen Kopien der Figuren)[2]
- Pfeiler des Bremer Rolands, 1404
- Schütting (Bremen), ab 1536
- Gewerbehaus (Bremen), 1619 bis 1621
- Haus des Reichs, Bremen, 1928–1931
- Bremer Baumwollbörse
- Hamburger Börse
- Otto-Linne-Denkmal in Hamburg
- Oldenburger Schloss
- Villa Hügel in Essen
- Schlosskirche Wittenberg
- Kölner Dom
- Aachener Dom
- Aachener Rathaus
- Haus Löwenstein auf dem Aachener Markt
- Berliner Siegessäule
- Ulmer Münster
- Königliche Palast in Amsterdam in den Niederlanden
- Friedenspalast in Den Haag in den Niederlanden
- Rathaus Antwerpen in Belgien (Lieferung 1546)
- Rathaus in Leiden, Niederlande, (Lieferung 1595)
- Fleischhalle in Haarlem, Niederlande (Lieferung 1606)
- Elisabethenkirche in Basel
- Turm des Berner Münsters
- Schloss Rosenborg in Kopenhagen in Dänemark
- Börse in Bergen (Norwegen)
- Neue  Börse (Kaliningrad)
- Katharinenpalast in Zarskoje Selo bei Sankt Petersburg in Russland
- Wladimir-Palast, St. Petersburg, 1872
- Kathedrale in Baltimore in den USA
- Nationaldenkmal in Belém do Para in Brasilien